# オダワラハコネ
オダワラハコネは、フリーの漫画家・原画家・イラストレーター。女性。

## プロフィール
2003年 - 2004年の間、「小田原箱根」のペンネームでアダルトゲームブランド・ねこねこソフトに所属していた。
同人サークル「VISTA」を主宰し、積極的に同人活動を行っている。この場合、2005年4月まで同じく同人サークル「ALC」を主宰する神無月ねむと合体スペース参加など行動を共にすることが多かった。
過去には「結城勇魚（ゆうきいさな）」の名で『サクラ大戦』等の作品を題材に同人活動をしていたが、2000年6月18日頒布の本を以てペンネームを現在のものに改めている。

## 作品

### 漫画
- ロマンスは剣の輝きII~銀の虹をさがして~ （原作：フェアリーテール、角川書店、2003年12月発売）
- サクラノ詩（原作：枕、角川書店、2006年6月10日発売）
- ラグナロクオンライン-プロンテラで逢いましょう（原作：ガンホー・オンライン・エンターテイメント、エンターブレイン、2007年3月26日発売）
  - ラグナロクオンライン-ミッドガルドで逢いましょう（原作：ガンホー・オンライン・エンターテイメント、エンターブレイン、2007年5月25日発売）

### ゲーム原画
あかべぇそふとつぅ
- こんぼく麻雀 〜こんな麻雀があったら僕はロン!〜（2008年、一部原画担当）

あっぷりけ
- 見上げた空におちていく（2007年）
- コンチェルトノート（2008年）
- 黄昏のシンセミア（2010年）
- 黄昏の先にのぼる明日 -あっぷりけFanDisc-（2012年）
- 花の野に咲くうたかたの（2015年）
- 時を紡ぐ約束（2016年）
- 月影のシミュラクル（2017年）

あっぷるみんと（同人ゲームサークル）
- お嬢様のいぬっ! 〜僕の全ては君のモノ?〜（2007年）

ensemble
- 乙女が結ぶ月夜の煌めき（2018年、サブ原画担当）
- 乙女が結ぶ月夜の煌めき -Fullmoon Days-（2019年、サブ原画担当）
- SecretAgent ～騎士学園の忍びなるもの～（2020年、原画担当）
- Secret Agent影華 ～shadow flower～（2021年、原画担当）

インターチャネル
- 120円の春 ¥120Stories（2005年、一部原画担当）

Sugar Pot
- ツクモノツキ（2012年、一部原画担当）

タイガーソフト
- むすんで、ひらいて（2006年）

ねこねこソフト
- 朱（2003年、回想シーンの一部原画担当）
- ねこねこファンディスク2（2003年、一部原画担当）
- 麻雀（2004年、一部原画担当）
- ねこねこファンディスク3（2010年）
- すみれ（2015年）

PeasSoft
- こいいろChu!Lips（2006年）

bitterdrop
- 波間の国のファウスト（2012年）

フェアリーテール 花月組
- 月雀（2002年、一部原画担当）

HOOKSOFT
- MeltyMoment -メルティモーメント-（2014年）

ロール
- まじかる☆プリンス（2008年）

### 小説イラスト
- 河里一伸 『とりぷる!〜妹アイドル』（美少女文庫）
- 橘真児 『六畳一間メイド付き!』（美少女文庫）
- 葛西伸哉 『アニレオン!』（ファミ通文庫）